# Michaël Cuisance
Michaël Cuisance, né le 16 août 1999 à Strasbourg en France, est un footballeur français qui évolue au poste de milieu de terrain au Hertha Berlin.

## Biographie

### Carrière en club
En 2012, il intègre le pôle espoirs de Nancy, pour deux ans de préformation.

#### Borussia Mönchengladbach (2017-2019)
Formé à l'AS Nancy-Lorraine, il rejoint l'Allemagne et le Borussia Mönchengladbach en juillet 2017. Il joue son premier match avec le club allemand le 19 septembre 2017, lors de la cinquième journée de la saison 2017-2018 de Bundesliga face au VfB Stuttgart. Ce jour-là, il entre en jeu à la place de Christoph Kramer et son équipe s'impose sur le score de deux buts à zéro.
Grâce à une première saison convaincante (24 apparitions en Bundesliga), Michael Cuisance prolonge son contrat d'une saison le 14 juin 2018 : il est désormais lié au Borussia jusqu'en 2023.

#### Bayern Munich (2019-2022)
Le directeur sportif du Bayern Munich, Hasan Salihamidžić, annonce après le match d'ouverture de la Bundesliga opposant le Bayern Munich au Hertha Berlin, que Michael Cuisance les rejoignait dans le cadre d'un transfert avoisinant les 10 millions d'euros. Le 18 août 2019, le transfert de Cuisance au Bayern est officialisé, il signe un contrat de cinq ans et le montant de l'opération est estimé à 12 millions d'euros. Il joue son premier match pour le Bayern le 31 août 2019, lors d'une rencontre de Bundesliga face au FSV Mayence. Il entre en jeu à la place de Thiago Alcántara ce jour-là et son équipe s'impose largement, par six buts à un. Malgré des débuts où il ne joue que très peu, il espère s'imposer en Bavière, pour y disputer une longue carrière.
Le 27 juin 2020, il marque son premier but en Bundesliga d'une superbe frappe pied gauche à 30 mètres en pleine lucarne contre le VfL Wolfsburg. Le 23 aout, il remporte la LDC face au PSG.

#### Olympique de Marseille (2020-2021)
Le 5 octobre 2020, il est prêté pour une saison avec option d'achat de 10 millions d'euros à l'Olympique de Marseille par le Bayern Munich. Le 10 mars 2021, il offre la victoire à l'OM contre le Stade Rennais en marquant son premier but avec le club, à la 88e minute. Trois jours plus tard, il récidive lors de la victoire en marquant dans les arrêts de jeu de la rencontre contre le Stade Brestois. Son option d'achat n'est pas levée en fin de saison.

#### Venise FC (2022-2024)
N'entrant plus dans les plans de Bayern. Le 3 janvier 2022, il signe en faveur de Venise pour une somme avoisinant les 4 millions d'euros pour un contrat le liant au club jusqu'en 2025.

#### UC Sampdoria (2023)
Le 30 janvier 2023, il est prêté pour six mois sans option d'achat à la Sampdoria. Le club étant sportivement en état critique car à ce moment-là, le club est avant-dernier de Serie A. Son prêt étant décevant et le club étant relégué en Serie B, il retourne à Venise.

#### VfL Osnabrück (2023-2024)
Lors de la dernière journée du mercato estival 2023, Venise décide de prêter Cuisance au VfL Osnabrück en deuxième Bundesliga. Il est prêté pour une saison sans option d'achat.

### Carrière internationale
Régulièrement sélectionné en équipe de France chez les jeunes, il inscrit un but avec les moins de 16 ans, un but avec les moins de 17 ans, deux buts avec les moins de 18 ans, et un but chez les moins de 19 ans.
Avec les moins de 17 ans, il participe au championnat d'Europe des moins de 17 ans en 2016. Lors de cette compétition, il joue trois matchs, contre le Danemark, l'Angleterre, et la Suède, avec pour résultats un nul et deux défaites.
Il est sélectionné avec les moins de 19 ans pour disputer le championnat d'Europe des moins de 19 ans en 2018.

## Statistiques
| Saison                   | Club                          | Championnat              | Championnat | Championnat | Championnat | Coupe(s) nationale(s) | Coupe(s) nationale(s) | Coupe(s) nationale(s) | Compétition(s) continentale(s) | Compétition(s) continentale(s) | Compétition(s) continentale(s) | Compétition(s) continentale(s) | Total | Total | Total |
| Saison                   | Club                          | Division                 | M.          | B.          | P.d.        | M.                    | B.                    | P.d.                  | Comp.                          | M.                             | B.                             | P.d.                           | M.    | B.    | P.d.  |
| 2017-2018                | Borussia Mönchengladbach      | Bundesliga               | 24          | 0           | 1           | 2                     | 0                     | 0                     | -                              | -                              | -                              | -                              | 26    | 0     | 1     |
| 2018-2019                | Borussia Mönchengladbach      | Bundesliga               | 11          | 0           | 1           | 2                     | 0                     | 0                     | -                              | -                              | -                              | -                              | 13    | 0     | 1     |
| Sous-total               | Sous-total                    | Sous-total               | 35          | 0           | 2           | 4                     | 0                     | 0                     | -                              | -                              | -                              | -                              | 39    | 0     | 2     |
| 2019-2020                | Bayern Munich                 | Bundesliga               | 9           | 1           | 0           | 1                     | 0                     | 0                     | -                              | -                              | -                              | -                              | 10    | 1     | 0     |
| 2020-2021                | Bayern Munich                 | Bundesliga               | 1           | 0           | 0           | -                     | -                     | -                     | -                              | -                              | -                              | -                              | 1     | 0     | 0     |
| 2020-2021                | Olympique de Marseille (prêt) | Ligue 1                  | 23          | 2           | 1           | 1                     | 0                     | 0                     | C1                             | 6                              | 0                              | 0                              | 30    | 2     | 1     |
| 2021-2022                | Bayern Munich                 | Bundesliga               | 1           | 0           | 0           | 1                     | 1                     | 1                     | -                              | -                              | -                              | -                              | 2     | 1     | 1     |
| Sous-total Bayern Munich | Sous-total Bayern Munich      | Sous-total Bayern Munich | 11          | 1           | 0           | 2                     | 1                     | 1                     | -                              | 0                              | 0                              | 0                              | 13    | 2     | 1     |
| 2021-2022                | Venise FC                     | Serie A                  | 13          | 0           | 0           | -                     | -                     | -                     | -                              | -                              | -                              | -                              | 13    | 0     | 0     |
| 2022-2023                | Venise FC                     | Serie B                  | 13          | 2           | 2           | -                     | -                     | -                     | -                              | -                              | -                              | -                              | 13    | 2     | 2     |
| Sous-total               | Sous-total                    | Sous-total               | 26          | 2           | 2           | 0                     | 0                     | 0                     | -                              | 0                              | 0                              | 0                              | 26    | 2     | 2     |
| 2022-2023                | UC Sampdoria (prêt)           | Serie A                  | 12          | 0           | 0           | -                     | -                     | -                     | -                              | -                              | -                              | -                              | 12    | 0     | 0     |
| 2023-2024                | VfL Osnabrück (prêt)          | 2. Bundesliga            | 25          | 3           | 1           | -                     | -                     | -                     | -                              | -                              | -                              | -                              | 25    | 3     | 1     |
| Sous-total               | Sous-total                    | Sous-total               | 35          | 3           | 1           | 0                     | 0                     | 0                     | -                              | 0                              | 0                              | 0                              | 35    | 3     | 1     |
| 2024-2025                | Hertha Berlin                 | 2. Bundesliga            | -           | -           | -           | -                     | -                     | -                     | -                              | -                              | -                              | -                              | 0     | 0     | 0     |
| Total sur la carrière    | Total sur la carrière         | Total sur la carrière    | 117         | 6           | 4           | 7                     | 1                     | 1                     | -                              | 6                              | 0                              | 0                              | 130   | 7     | 5     |

## Palmarès

### En club
- Championnat d'Allemagne en 2020 avec le Bayern Munich
- Vainqueur de la Coupe d'Allemagne en 2020 avec le Bayern Munich
- Vainqueur de la Ligue des champions de l'UEFA en 2020 avec le Bayern Munich
- Vainqueur de la Supercoupe de l'UEFA en 2020 avec le Bayern Munich
- Finaliste du Trophée des champions en 2020 avec l'Olympique de Marseille

### Distinctions personnelles
- Membre de l'équipe-type du Championnat d'Europe des moins de 19 ans en 2018[16].
- Joueur de la saison du Borussia Mönchengladbach en 2018